# Deutsche Botschaft Duschanbe
Die Deutsche Botschaft Duschanbe ist die diplomatische Vertretung der Bundesrepublik Deutschland in der Republik Tadschikistan.

## Lage und Gebäude
Die Kanzlei der Botschaft und die Residenz des Botschafters befinden sich im nordwestlichen Teil des Zentrums der tadschikischen Hauptstadt Duschanbe. In direkter Nachbarschaft liegt die Botschaft Afghanistans. Die amerikanische Botschaft ist gut 3 km westlich, die Botschaft Frankreichs rund 3 km östlich angesiedelt. Die Straßenadresse der deutschen Botschaft lautet: Uliza Somoni 59/1, 734064 Duschanbe, Tadschikistan. Der Zugang befindet sich jedoch in der Uliza Mayakovskogo.
Das Außenministerium Tadschikistans ist in wenigen Minuten im östlichen Zentrum von Duschanbe zu erreichen. Der Flughafen Duschanbe liegt in gut 10 km Entfernung am südöstlichen Stadtrand; die Fahrt dauert in der Regel 20 Minuten.
Nach einer provisorischen Unterbringung der Kanzlei der Botschaft in einem Hotel wurde im Jahr 2004 die Liegenschaft an der Ulliza Samoni 59/1 von der Bundesrepublik Deutschland erworben. Das Grundstück war mit einem zweigeschossigen Haus bebaut. Der bauliche Zustand des Objekts war zum Zeitpunkt des Erwerbs sehr schlecht. Die Bundesbauverwaltung führte zunächst die Ertüchtigung und den Umbau des vorhandenen Hauses zum Kanzleigebäude durch. Fragen der Erdbebensicherheit spielten dabei eine bedeutsame Rolle. Ferner fand eine Erweiterung des Grundstücks statt, die die Errichtung einer Außeneinfriedung zur Sicherung der Liegenschaft und den Neubau eines Pförtnergebäudes erlaubte. Diese Arbeiten wurden zwischen 2005 und 2008 durchgeführt. Der Kostenrahmen lag bei 5,2 Millionen Euro.
Von 2009 bis 2010 fand der Neubau der Residenz des Botschafters statt. Die Residenz befindet sich auf demselben Grundstück wie die Kanzlei. Eine erhaltenswerte Baumreihe beschränkte den zur Verfügung stehenden Platz für den Bau. Die Residenz wurde deshalb als kompakter zweigeschossiger Kubus geplant, dessen Höhe auf die Traufkante des Kanzleigebäudes abgestimmt ist. Im oberen Geschoss befinden sich die privaten Räume des Botschafters, im unteren Geschoss der dienstlich repräsentative Bereich. Der Empfangsraum liegt zum Garten hin, so dass Veranstaltungen auch den Außenbereich einbeziehen können.
Kunst am Bau findet sich an der Eingangsfassade der Residenz in Form von drei „Emblemen“ von Heidi Specker. An der Außenfassade der Kanzlei ist ein großflächiges Fresko von Antje Schiffers zu sehen.

## Auftrag und Organisation
Die Deutsche Botschaft Duschanbe hat den Auftrag, die deutsch-tadschikischen Beziehungen zu pflegen, die deutschen Interessen gegenüber der Regierung von Tadschikistan zu vertreten und die Bundesregierung über Entwicklungen in Tadschikistan zu unterrichten.
In der Botschaft werden die Sachgebiete Politik, Wirtschaft, Kultur und Bildung sowie Entwicklungszusammenarbeit bearbeitet. Am 21. November 2019 wurde ein Abkommen über Technische Zusammenarbeit im Bereich der Entwicklungspolitik in Höhe von 17,5 Millionen Euro unterschrieben.
Das Referat für Rechts- und Konsularangelegenheiten der Botschaft betreut ganz Tadschikistan als konsularischen Amtsbezirk. Es bietet konsularische Dienstleistungen für im Land ansässige deutsche Staatsangehörige an. Die Visastelle des Referats stellt Visa für tadschikische Staatsangehörige aus.

## Geschichte
Nach dem Zerfall der Sowjetunion wurde die Republik Tadschikistan am 9. September 1991 ein unabhängiger Staat. Diplomatische Beziehungen wurden am 28. Februar 1992 aufgenommen. Die Bundesrepublik Deutschland eröffnete am 10. Juni 1993 als erstes Land der Europäischen Union ihre Botschaft in Duschanbe.